# Tricentrus kriegeli
Tricentrus kriegeli är en insektsart som beskrevs av William D. Funkhouser 1932. Tricentrus kriegeli ingår i släktet Tricentrus och familjen hornstritar. Inga underarter finns listade i Catalogue of Life.